# Demorest
Demorest és una població dels Estats Units a l'estat de Geòrgia. Segons el cens del 2000 tenia 1.465 habitants.

## Demografia
Segons el cens del 2000, Demorest tenia 1.465 habitants, 498 habitatges, i 292 famílies. La densitat de població era de 249,2 habitants per km².
Dels 498 habitatges en un 23,7% hi vivien nens de menys de 18 anys, en un 43,2% hi vivien parelles casades, en un 12,9% dones solteres, i en un 41,2% no eren unitats familiars. En el 36,9% dels habitatges hi vivien persones soles el 14,5% de les quals corresponia a persones de 65 anys o més que vivien soles. El nombre mitjà de persones vivint en cada habitatge era de 2,12 i el nombre mitjà de persones que vivien en cada família era de 2,77.
Per edats la població es repartia de la següent manera: un 15,1% tenia menys de 18 anys, un 28,6% entre 18 i 24, un 21,4% entre 25 i 44, un 17,6% de 45 a 60 i un 17,3% 65 anys o més.
L'edat mediana era de 32 anys. Per cada 100 dones de 18 o més anys hi havia 80,6 homes.
La renda mediana per habitatge era de 31.382 $ i la renda mediana per família de 39.917 $. Els homes tenien una renda mediana de 29.485 $ mentre que les dones 24.861 $. La renda per capita de la població era de 14.981 $. Entorn del 7,8% de les famílies i el 12,2% de la població estaven per davall del llindar de pobresa.

## Poblacions més properes
El següent diagrama mostra les poblacions més properes.